# Zomerhitte (boek)
Zomerhitte is een korte roman van Jan Wolkers, verschenen als boekenweekgeschenk in maart 2005.

## Inhoud
Het werk wordt gekenschetst als typisch Wolkers. In krachtige zinnen schildert hij een broeiende zomerliefde op de warme stranden van Texel. Een romance tussen een fotograaf en een barmeisje vouwt zich uit tot een driehoeksverhouding met een geheime dimensie. In 92 snelle pagina's komen alle thema's uit zijn oeuvre voorbij, religie en dood, kunst en geweld en de alomtegenwoordige natuur. Het was zijn eerste verhalend proza sinds De onverbiddelijke tijd uit 1984 en het zou ook zijn laatste zijn. De vurige taal werd geprezen, maar de algemene ontvangst door de pers was lauw.

## Verfilmd
Het boek werd in 2007 verfilmd als het regiedebuut van Monique van de Ven, met Sophie Hilbrand en Waldemar Torenstra in de hoofdrollen. De film kwam op 20 maart in de bioscopen.
Een heruitgave van het boek door De Bezige Bij verscheen 21 februari 2008